# Еврейский юмор
Еврейский юмор — давняя традиция юмора в еврействе, восходящая к Торе и Мидрашу времен древнего Ближнего Востока, но в целом относится к более недавнему юмору евреев-ашкенази. Европейский еврейский юмор в своей ранней форме развился в еврейской общине Священной Римской империи, а религиозная сатира стала традиционным способом тайного противодействия христианизации.
Современный еврейский юмор появился в XIX веке среди немецкоязычных евреев — представителей движения Хаскалы (еврейского просвещения), вырос в местечках Российской империи, а затем процветал в Америке двадцатого века, прибыв вместе с миллионами евреев, эмигрировавших из Восточной Европы, между 1880-ми и началом 1920-х годов.
Во всех жанрах, от водевиля до радио, стендап-комедий, фильмов и телевидения. Непропорционально высокий процент американских, немецких и русских комиков были евреями. По оценкам Time в 1978 году, 80 процентов профессиональных американских комиков были евреями.
Еврейский юмор, хотя и разнообразен, предпочитает игру слов, иронию и сатиру, а его темы являются крайне антиавторитарными, высмеивают как религиозную, так и светскую жизнь. Зигмунд Фрейд считал еврейский юмор уникальным в том смысле, что его юмор основан на насмешках над «своими» (евреями), а не над «другими». Однако вместо того, чтобы быть самоуничижительным, он также содержит диалектический элемент самовосхваления, который работает в противоположном направлении.

## История

### Юмор в Библии

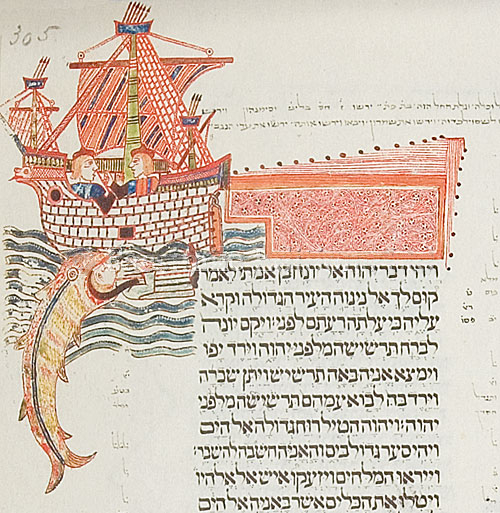
Иона в чреве большой морской рыбы
три дня и три ночи.
Лист 305 «Кенникоттской Библии», носящей имя британского гебраиста Бенджамина Кенникотта (1718—1783); испанский манускрипт Бодлианской библиотеки Оксфордского университета.

Исследователи находят немногочисленные примеры юмора в Танахе.
Например, юмор присутствует в рассказе о загадке, которую загадал Самсон филистимлянам (разгадку которой выдала своим соплеменникам жена Самсона «из дочерей филистимских»). Юмористична реплика Самсона: «… если бы вы не пахали на моей телице, то не отгадали бы моей загадки» (Суд. 14:18). С оттенком юмора изображен царь Дамаска Бен-Хадад, напившийся допьяна перед сражением с Ахавом (1Цар. 20:16—18). Также юмор можно обнаружить в рассказе о Сауле, который пророчествовал с пророками и о котором говорили в народе: «неужто и Саул во пророках?» (1Цар. 10:11, 12) и в других сюжетах, в том числе в Книге Притч.
Некоторые исследователи рассматривают книгу Ионы как сатиру, и книгу Эсфири как целиком юмористическое произведение: книгу Эсфирь, где великая держава того времени — Персидская империя — рассматривается с точки зрения дворцовых интриг и соперничества за влияние на царя. Книгу Эсфирь можно трактовать как сатиру, подрывающую авторитет власти, либо как комедию абсурда, однако она включена в Библию как религиозная книга, несмотря на то, что в ней даже не упоминается Бог.

### Юмор в Талмуде и Мидраше
Талмуд и Мидраш отличаются обилием и разнообразием юмора, причем он присутствует не только в Аггаде, но и в обсуждении галахических вопросов. Возможно, наличие юмора в обсуждении законодательства преследует дидактические цели. Так, в Талмуде рассказывается, что вавилонский амора Рабба обычно начинал урок шуткой («милта де-бдихута»), чтобы привлечь внимание учеников (Шаб. 30:2).
Юмор в талмудической литературе представлен главным образом краткими остроумными формулировками, для которых характерен предельный лаконизм.
Например, в пословице «Только одна монета звенит в кувшине» (Бава Меция 85б): лишь тот, чьи знания скудны, стремится выставлять их напоказ. Другой пример: «Очищается, а шерец у него в руке», — человек окунается в микве, а в руке у него нечистое животное, то есть его очищение недействительно. Речь первоначально шла о человеке, пытающемся искупить свой грех, но продолжающем творить его.

### Юмор в средневековой еврейской литературе
В период расцвета средневековой еврейской литературы юмористические стихи писали Шломо Ибн Габирол, Аврахам Ибн Эзра, Иехуда ха-Леви, Иехуда Алхаризи, Иммануэль Римский. У Шмуэля ха-Нагида есть эротическое стихотворение, в котором изображен охваченный страстью юноша, страдающий пороком речи (картавостью), что приводит к недоразумениям.
Расцвет юмора наступил в рифмованной прозе; даже если она не является совершенно насмешливой, ей присущ юмор, иногда рискованный, не отвечающий вкусу позднейших поколений. Неоднократно поэты не стеснялись использовать искаженные стихи Танаха в шутливых сочинениях на эротические темы. Х. Н. Бялик утверждал, что Иммануэль Римский не оставил ни одного стиха в Библии, которого «он бы не испаскудил».

### Еврейский юмор в Новое время
Особый стиль юмора сформировался у евреев в Центральной и Восточной Европы в конце XVIII — начале XIX века и получил широкую известность в XX веке. Этот юмористический стиль использует и развивает общееврейские юмористические приемы и тропы, широко представленные в Библии, талмудической и средневековой литературе, и фольклорную юмористическую традицию ашкеназского еврейства.
Этот юмористический стиль появился под влиянием специфических условий жизни ашкеназского еврейства и возникшей в этот период светской литературы на идише и иврите.

#### Бадхены
В XVIII веке среди евреев Центральной и Восточной Европы юмористический фольклор стал особено популярен: сохранились имена многочисленных выдающихся бадханов этого периода, среди которых Гершеле Острополер, бадхан при «дворе» цаддика рабби Баруха бен Иехиэля из Меджибожа, Мотке Хабад, Шайке Дубец, Шлойме Ландмеерер и другие.
Бадханы внесли вклад в народный юмор, и сами стали героями юмористического фольклора.
В этот период сформировались собирательные юмористические образы — еврей-галициец, польский еврей, нееврей; раввин, габбай, несведущий в Торе ам-ха-арец; невезучий, зануда.
Этот фольклор постепенно перекочевал в литературу.
Одна из первых книг такого рода — анонимная, написаная на иврите, «Сефер Кундас» («Книга Шутника»), опубликованная в 1824 году. Книга представляет собой пародию на повседневную еврейскую жизнь, высмеивает идишскую речь, обычаи, религиозные предписания Шулхан арух и т. д.
Фольклорные юмористические образы получили дальнейшее развитие в литературе. Так, Кундас стал одним из литературных героев таких писателей, как А. М. Дик и Э. Дейнард (1846—1930). Кроме того, эти образы превратились в модель для литературных подражаний в произведениях таких писателей, как
Я. Моргенштерн в 1870-х годах, Менделе Мохер Сфарим, И. Л. Перец, Шалом Алейхем, Ш. И. Агнон, И. Тункель.
Благодаря широкому распространению грамотности среди евреев Европы и близость литературного юмористического стиля к фольклору, литература постоянно влияла на фольклoр.
Зачинателем сатирического жанра в новой еврейской литературе считается И. А. Эйхель (1756—1804), высмеивавший на идише и на иврите еврейский «религиозный фанатизм». Продолжателями Эйхеля были И. Перл, И. Эртер и И. Левинзон, сатира которых была направлена против хасидизма, который они видели как смесь религиозного фанатизма, невежества и темных предрассудков. Наряду с хасидскими кругами Эртер и Левинзон также бичуют пороки еврейского общества в целом, включая маскилим. Сатирические элементы ярко выступают в творчестве А. Мапу, П. Смоленскина, Х. Н. Бялика, Ш. И. Агнона и других.
Роман И. Перла на иврите «Мегале тмирин» («Раскрывающий тайны», 1819) — пародия на хасидские сочинения «Шивхей ха-Бешт» («Славословие Бешту») и незадолго до этого изданные «Сипурей маасийот» («Рассказы», 1815) рабби Нахмана из Брацлава. «Сипурей маасийот» пародировали также И. Левинзон и Б. В. Эренкранц. Юмор был одним из основных видов оружия в идеологической борьбе между «маскилим» и поборниками традиции, и между вновь хасидским движением и его противниками — митнагдим.

#### Хелм
Появился особый жанр анекдотов про город дураков Хелм.
В еврейском фольклоре шутки про город Хелм (Хелем) занимает особое место. «Хелмские мудрецы» — олицетворение наивности и глупости, а Хелм — «город дураков».
Существуют многочисленные истории про то, как в решении стоящих перед ними задач жители Хелма прямолинейно применяют абстрактные принципы на практике, что приводит к комическим результатам. Первая литературная обработка рассказов о хелмских мудрецах была напечатана в 1867 г., её автором считается А. М. Дик. Еврейские театры в Советском Союзе с успехом ставили комедию М. Гершензона (погиб в 1944 г.) «Хелмер хахомим» («Хелмские мудрецы»); премьера спектакля в Вильнюсском еврейском народном театре в 1980 г. имела большой успех.

#### Пуримшпиль
На формирование еврейского юмора повлиял полуфольклорный жанр пуримшпиля, который расцвел в XVIII веке под влиянием европейского театра. Ведущий элемент этого жанра — пародия. Наиболее удачные пародийные шутки из этих представлений, равно как и из пародийных пуримских проповедей в иешивах обогащали юмористический фольклор. Традиции фольклорного юмора продолжали существовать и развиваться наряду с литературным юмором. XIX век и начало XX века отмечены многочисленными бадханами, среди наиболее известных — Финке фун Каполе (первая половина XIX века), Берл Бродер, Песах Эли, Хиллел Калибанов, Э. Цунзер, Я. Зизмор (1856—1922) и другие.

### Соединенные Штаты Америки
Массовая эмиграция евреев Восточной Европы в США в конце XIX в. — начале XX в. привела к возникновению там большой еврейской общины, сохранившей традиции еврейского юмора. В новой реальности тематика юмора стала иной, однако юмористический стиль изменился мало. Одной из тем стали трудности приспособления еврейских иммигрантов к новым условиям жизни: евреи смеялись над своим английским языком, плохим пониманием правил местной жизни, гротескными попытками выглядеть стопроцентными американцами и т. п. Выступления профессиональных юмористов были неотъемлемой частью публичных празднеств и отдыха в расположенных в горах Катскилл; из этих выступлений сложился стиль, впоследствии ставший известным как «стэнд-ап комеди».
Сравнительно быстрая смена идишa английским языком открыла еврейским юмористам доступ к нееврейской аудитории, и позволила им оказать глубокое влияние на американский юмор. Еврейский юмор превратился в один из главных компонентов американского юмора.
Многие слова и выражения из идиша стали неотъемлемой частью общеамериканского юмористического лексикона, а созданные еврейские юмористами комические типажи (например, «еврейская мама») — частью общеамериканского эстрадного и фольклорного юмора.
Согласно опубликованным в 1975 г. статистическим данным, около 80 % популярных американских юмористов были евреями (евреи составляли тогда около 3 % от общей численности населения США). Еврейские режиссёры и актёры давно играют значительную роль в американской театральной и кинематографической комедии; среди них режиссёры Э. Любич (1892—1947), Б. Уайлдер (1906—2002), М. Брукс (родился в 1926 г.), В. Аллен, и актёры братья Маркс, Барбра Стрейзанд и многие другие.

### Послевоенная история
В новое время в Западной Европе еврейский юмор повсеместно вливался в литературу стран, где жили евреи.

#### Германия
Юмористические путевые заметки Г. Гейне и сатирическая публицистика Л. Бёрне стали признанными сокровищами немецкой литературы, однако подчеркнуто еврейские юмористические романы его современника и родственника Гейне Г. Шиффа («Шиф Левинхе» и «Дикая реббецн») или сатирические заметки И. М. Харша, высмеивавшего реакцию, наступившую после революции 1848 г, были забыты.
В XIX в. евреи внесли важный вклад в юмористическую литературу, театр и эстраду в Германии. Центром немецкой юмористики был Берлин, и евреи оказались творцами «подлинного немецкого юмора».
Людвиг и Давид (1830—1873) Калиши, которые основали юмористический журнал «Кладдерадатч», и Л. Герман были самыми плодовитыми авторами комических пьес, исполнявшихся в течение многих лет.
В конце XIX в. их наследниками стали юмористы Штеттенхейм (1831—1916), З. Габер (1835—1895) и Р. Левенштейн (1819—1891).
В начале XX в. широкой популярностью пользовались авторы фарсов О. Блюменталь, Г. Кадельбург и Юстинус.
Евреи играли ведущую роль в издании главных юмористических журналов Германии до прихода к власти нацистов.
- А. Мошковский — почти 50 лет издавал берлинский юмористический журнал «Люстиге блеттер»,
- К. Эттингер (Карлхен) — главный редактор мюнхенского журнала «Югенд»,
- А. Керр (Кемпнер) — критик.
- Т. Т. Хайне — ведущий карикатурист Германии, сотрудничал с журналами «Fliegende Blätter» (Мюнхен) и «Югенд». В 1896 г. Хайне стал одним из основателей самого известного сатирического журнала Германии «Симплициссимус» (Мюнхен), где проработал до 1933 г. В эмиграции с группой бежавших от нацистов сотрудников журнала Т. Хайне издавал антифашистский сатирический журнал «Симпликус» в Прага[5].

#### Австрия
Влияние еврейского юмора испытала также австрийская литература. Следует отметить
- М. Г. Сафира (1795—1858);
- Феликса Зальтена (1869—1945)
- А. Шницлера,
- К. Крауса.

В Восточной Европе евреи в большей степени сохранили свое культурно-языковое своеобразие, и еврейский юмор развивался другим путем.

### Россия и СССР
Российская империя была основным местом компактного проживания восточноевропейского еврейства, поэтому еврейский юмор повлиял на юмор окружающего населения, а в XX веке стал неотъемлемой частью городского фольклора. Евреи внесли важнейший вклад в русскую юмористическую литературу и журналистику, эстраду, театр, кино, карикатуру.

#### До революции
М. Невахович (1817—1850) издавал в 1846—1849 годах в Петербурге первые в России карикатурно-юмористические сборники «Ералаш».
Петр Вейнберг был одним из ярких поэтов, сотрудничавших в сатирическом журнале «Искра» (СПб., 1859—1873) и юмористическом журнале «Будильник» (СПб., 1866—1867).
С 1860—1970-х годов еврейский юмор, шутки, «словечки» и афоризмы на идише (иногда в виде русской кальки), стали через русско-еврейскую литературу проникать в разговорную речь городского общества. Среди прочего, этому способствовало творчество Саши Чёрного, С. Юшкевича, а позже и с И. Бабеля началось широкое проникновение русско-еврейского одесского наречия с его специфическим юмором в русский городской юмор и фольклор.
До революции широкой популярностью пользовались
- комик Б. Борисов (Гурович; 1873—1939),
- артисты театра и эстрады братья Виктор (1882—1944; в 1920—1930-х гг. в эмиграции) и Владимир (1883—1953) Хенкины, конферансье А. Менделевич (1886—1958) и другие.

Известные писатели в жанре юмористической и сатирической литературы (часть из них продолжила творческую деятельность в Советском Союзе) -
- О. Л. Д. Ор (И. Оршер; 1879—1942), автор романа «Яков Маркович Меламедов» (1936);
- Герман, Юрий Павлович (псевдоним Эмиль Кроткий, 1892—1963);
- А. Арго (Гольденберг, 1897—1968)
- В. Азов (Ашкенази, 1873—1948),
- Дон-Аминадо (А. Шполянский),
- Саша Чёрный (А. М. Гликберг) и другие.

Кроме того, евреи участвовали в развитии карикатуры.

#### После революции
После революции 1917 г. евреи активно участвовали в развитии театра, эстрады и кино. На сцене 2-го МХАТа играл выдающийся комедийный актёр Азарий Мессерер (1897—1937).
Известнейшие комедийные образы создавала Фаина Раневская.
А. Райкин открыл жанр сатирической миниатюры на русской сцене. На советской эстраде евреи составляли абсолютное большинство конферансье, сатирических актёров, чтецов юмористических рассказов. Широкой популярностью пользовался Л. Утесов, который читал со сцены рассказы И. Бабеля, М. Зощенко, стихотворния И. Уткина, исполнял буффонно-комедийные роли, создавал музыкально-комедийные обозрения. Известностью пользовались его одесские анекдоты и миниатюры, с присущим им еврейским юмором.
Евреями были авторы многих юмористических миниатюр, эстрадных реприз, сатирических и комедийных сценариев для эстрады, театра и кино; евреи были широко представленны советской литературе в сатирических и юмористических жанрах.
Значительное влияние на разговорную русскую речь советского периода оказали дилогия И. Ильфа и Е. Петрова об Остапе Бендере, а также миниатюры и афоризмы И. Ильфа («Записные книжки. 1925—1937»). Лексика, афоризмы и идиомы из этих книг вошли в обиходную речь широких слоев советского населения.

#### После перестройки
перестроечный и постсоветский периоды представлены большим количеством евреев-сатириков, среди них:
- писатель, исполнителей своих миниатюр М. Жванецкий (1934—2020),
- поэт и прозаик И. Губерман (И. Гарик),
- артист эстрады Г. Хазанов,
- писатель и телеведущий сатирических программ В. Шендерович.
- Создатель образа "Тети Сони" Клары Новиковой Марьян Беленький Беленький, Марьян Давидович

## Характерные черты
По мнению еврейской энциклопедии, наиболее характерными чертами еврейского юмора можно считать преобладание иронии и особенно самоиронии. Еврейский юмор отличается мягкостью и сочувствием, проявляющимися, среди прочего, в отсутствии шуток и насмешек над телесными пороками (характерные для других народов). Наиболее важная отличительная черта еврейского юмора — его всепроникающий характер, превращающий его в своего рода мировоззренческий подход к действительности во всех её проявлениях. Эта черта еврейского юмора, по-видимому, объясняется крайне угнетенным положением восточноевропейского еврейства, единственным оружием которого была насмешка, а утешением — переосмысление своего положения в юмористическом и ироническом свете. Афоризм Шолом-Алейхема: «еврей смеется, чтобы не плакать».
Один из излюбленных приемов еврейского юмора — игра слов, значений и созвучий. Плодородной почвой послужило то, что евреи Европы обычно были трехъязычны (идиш, иврит и язык местного населения); пародирование танахического и талмудического языка порождало комические эффекты, достигаемые использованием неуместного языкового стиля.
В ХIX в. вследствие культурно-языковой замкнутости восточноевропейского евреев, еврейский юмор был настолько неизвестен вне еврейской среды, что антисемиты обвиняли евреев в отсутствии у них чувства юмора. В 1893 г. главный раввин Лондона Герман Адлер опубликовал апологетическую статью, призванную опровергнуть эти нападки, однако авторы-антисемиты, например, О. Вейнингер, продолжали выступать с утверждениями, что юмор чужд евреям.
Интерес к юмору центрально- и восточноевропейского еврейства появился в начале XX в.. Определённую роль в этом сыграл З. Фрейд; он отмечал, что он не знает другого такого народа, который был бы способен смеяться над собой. Растущий интерес к этому юмору повлек за собой публикацию многочисленных сборников еврейских шуток, анекдотов и юморесок на идише и в переводах на европейские языки. Именно тогда юмор центрально- и восточноевропейского еврейства стал определяться как еврейский юмор. Знакомство широких кругов с еврейским юмором сопровождалось возникновением к нему научного интереса; начался сбор, запись и исследование юмористического фольклора евреев.
Сформировавшийся под влиянием специфических условий жизни юмористический стиль пронизал все мировосприятие еврейства Восточной и Центральной Европы, став неотъемлемой частью его национально-культурного облика, поэтому еврейский юмор продолжал существовать и развиваться в XX в., несмотря на радикальные изменения образа жизни евреев Восточной и Центральной Европы, упадок идиша и внешние изменения.
Юмористическое осмысление оставалось характерной чертой еврейского национального облика; об этом свидетельствует, например, замечание А. Гитлера (речь, в которой он угрожал уничтожить евреев): «Посмотрим, будут ли они и тогда смеяться над нами». Антропологи многократно обращали внимание на то, что рассказывание анекдотов и шуток распространено у евреев гораздо больше, чем у других народов.